# Arto Lindsay
Pour les articles homonymes, voir Arto (homonymie).
Arto Lindsay, né le 28 mai 1953 à Richmond (Virginie), est un guitariste, chanteur, compositeur et producteur de musique américain. Il a été membre de plusieurs formations dont, DNA (l'un des initiateurs de la no wave), The Lounge Lizards, Ambitious Lovers, Anarchist Republic of Bzzz, ou encore The Golden Palominos. Depuis le milieu des années 90, ses disques sont des productions en solo. Il a un style de chant doux et particulier, et son jeu de guitare, expérimental, amateuriste et faisant un usage assidu de techniques de jeu étendues, ont amené certains à parler de lui en termes de « faussement naïf...  il sonne comme l'enfant naturel de Derek Bailey ».
Arto Lindsay a passé une grande partie de sa jeunesse au Brésil. Il a produit de nombreux musiciens brésiliens et a gardé un lien fort avec la culture et la musique brésilienne. De 1996 à 2017, il sort ainsi sept albums chantés tant en anglais qu'en portugais, et incluant des inspirations à la fois bruitistes, bossa-nova, tropicaliste et hip-hop :
- O Corpo Sutil (The Subtle Body) (Bar/None, 1996)
- Mundo Civilizado (Bar/None, 1997)
- Noon Chill (Bar/None, 1998)
- Prize (Righteous Babe, 1999)
- Invoke (Righteous Babe, 2002)
- Salt (Righteous Babe, 2004)
- Cuidado Madame (Northern Spy, 2017)